# Iglesia de San Fructuoso (Aransís)
La iglesia de San Fructuoso (en catalán: església de Sant Fruitós) es una iglesia románica del término de Aransís, actualmente englobado en el de Gavet de la Conca en la provincia de Lérida.
Está situada unos 500 metros al oeste y ligeramente al norte del pueblo de Aransís. Ha constado siempre como capilla de la parroquia de San Pedro de Aransís, pero se tienen muy pocas noticias: de una visita pastoral en 1758 y un plan parroquial en 1904.
Es un edificio de una sola nave, muy sencillo. Está cubierta con una bóveda de cañón semicircular, y tiene un solo ábside, a levante, abierto a la nave por un arco presbiteral. Presenta dos únicas aperturas: la puerta, en la fachada de poniente, con arco de medio punto hecho de dovelas, y una ventana rectangular pequeña, también a poniente.
El templo ha sido muy alterado a lo largo del tiempo. La puerta original parece que era a mediodía, donde hay restos de unos encajes quizá para sostener un porche.

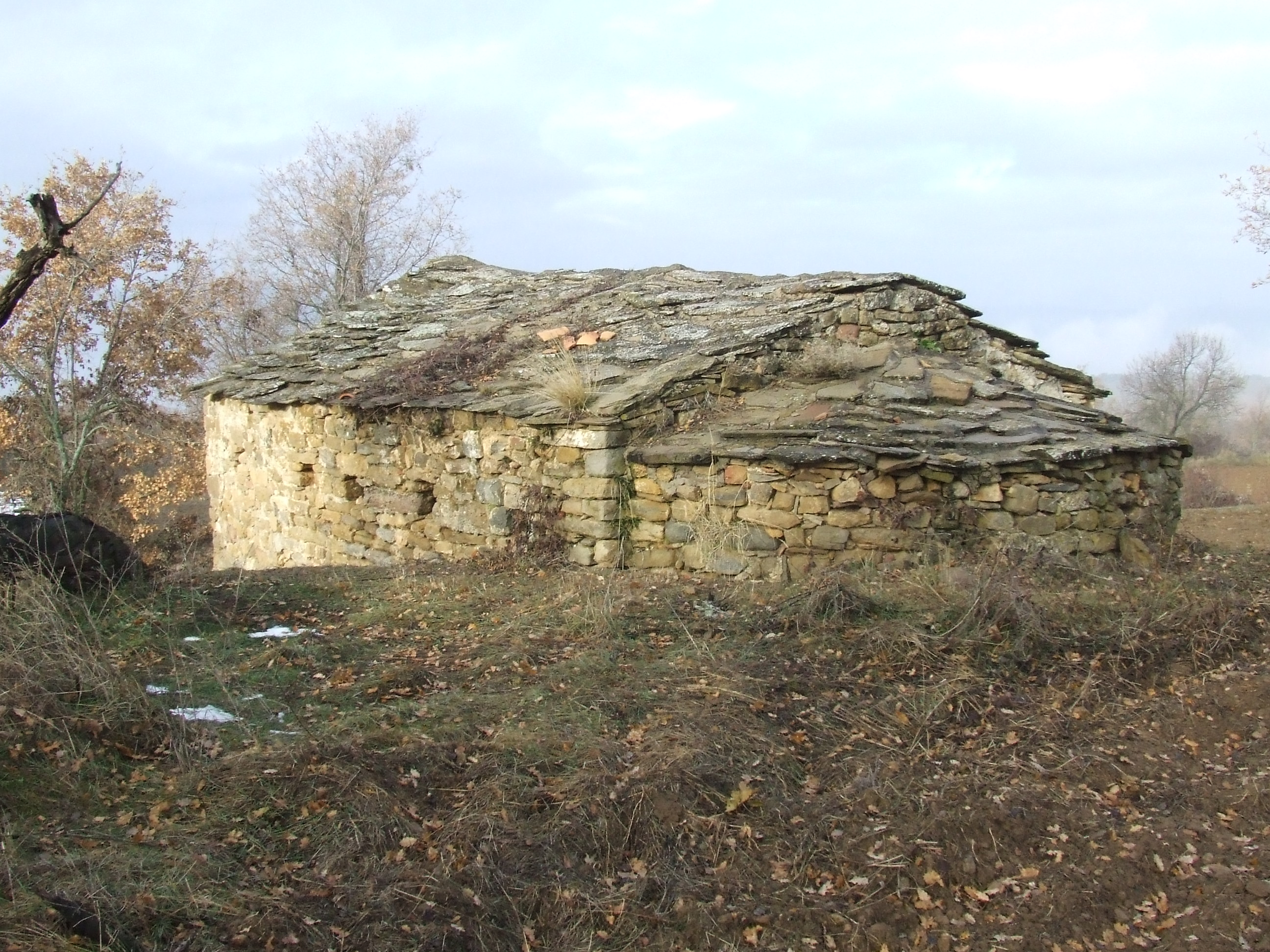
Ábside

El aparato es del siglo XI, hecho de sillares irregulares pero bien recortados y bien dispuestos en hileras no del todo regulares. Evidencia una construcción muy rústica.
El estado en que se encuentra a finales de los años 2008 y 2009 es deplorable: la humedad ha afectado gravemente la bóveda del templo, y amenaza ruina si no se hace una intervención urgente.